# Hans Ramberg
Hans Ramberg, född 15 mars 1917 i Trondheim, Norge, död 7 juni 1998 i Helga Trefaldighets församling, Uppsala län, var en svensk-norsk geolog.
Ramberg var professor vid Chicago University 1952–1961. Han var därefter professor i geologi, särskilt petrografi och mineralogi, vid Uppsala universitet 1961–1983. Han blev ledamot av Vetenskapsakademien 1967 och av Fysiografiska sällskapet i Lund 1969. Geological Society of London tilldelade honom Wollastonmedaljen 1972, Uppsala universitet Björkénska priset 1980.